# British Home Championship 1926/27
Die British Home Championship 1926/27 war die 39. Auflage des im Round-Robin-System ausgetragenen Fußballwettbewerbs zwischen den vier britischen Nationalmannschaften von England, Irland (ab 1950/51 Nordirland), Schottland und Wales.
| Pl.                                            | Nationalmannschaft | Sp. | S | U | N | Tore    | Punkte |
| ---------------------------------------------- | ------------------ | --- | - | - | - | ------- | ------ |
| 1.                                             | Schottland         | 3   | 2 | 0 | 1 | 006:200 | 04:20  |
| 2.                                             | England            | 3   | 1 | 2 | 0 | 008:700 | 04:20  |
| 3.                                             | Irland             | 3   | 0 | 2 | 1 | 005:700 | 02:40  |
| 4.                                             | Wales              | 3   | 0 | 2 | 1 | 005:800 | 02:40  |
| Schottland und England teilten sich den Titel. |                    |     |   |   |   |         |        |

|                                                 |   |            |           |
| 20. Oktober 1926 in Liverpool (Anfield Road)    |   |            |           |
| England                                         | – | Irland     | 3:3 (1:2) |
| 30. Oktober 1926 in Glasgow (Ibrox Park)        |   |            |           |
| Schottland                                      | – | Wales      | 3:0 (2:0) |
| 12. Februar 1927 in Wrexham (Racecourse Ground) |   |            |           |
| Wales                                           | – | England    | 3:3 (2:2) |
| 26. Februar 1927 in Belfast (Windsor Park)      |   |            |           |
| Irland                                          | – | Schottland | 0:2 (0:1) |
| 2. April 1927 in Glasgow (Hampden Park)         |   |            |           |
| Schottland                                      | – | England    | 1:2 (0:0) |
| 9. April 1927 in Cardiff (Ninian Park)          |   |            |           |
| Wales                                           | – | Irland     | 2:2 (2:0) |